# Conus ornatus
Conus ornatus é uma espécie de gastrópode do gênero Conus, pertencente à família Conidae.